# مايكل فينديش
مايكل فينديش (بالألمانية: Michael Windisch) (مواليد 9 أغسطس 1976) هو سبّاح نمساوي، مثّل بلاده في الألعاب الأولمبية الصيفية 2000.

## روابط خارجية
مايكل فينديش على موقع الاتحاد الدولي للسباحة (الإنجليزية)
- مايكل فينديش على موقع SwimRankings.net (الإنجليزية)
- مايكل فينديش على موقع اللجنة الأولمبية الدولية (الإنجليزية)
- مايكل فينديش على موقع أوليمبيديا (الإنجليزية)